# John Roberts (homme politique canadien)
Pour les articles homonymes, voir John Roberts.
John Moody Roberts (28 novembre 1933-30 mars 2007) est un homme politique canadien de l'Ontario. Il est député fédéral pendant 13 ans, par intermittence entre 1968 à 1984, et siège comme ministre dans le cabinet de Pierre Elliott Trudeau.

## Biographie
Née à Hamilton en Ontario, Roberts grandit à Toronto. Il enseigne la science politique et l'administration publique aux universités Concordia de Montréal et Brock de Saint Catharines.

### Carrière politique
Élu député libéral dans York—Simcoe en 1968, il est défait en 1972. Effectuant un retour dans St. Paul's en 1974,, il est à nouveau défait avec la victoire progressiste-conservatrice en 1979. À nouveau en élection en 1980, Roberts redevient député jusqu'en 1984,.
De 1971 à 1972, il occupe la fonction de secrétaire parlementaire du ministre de l'Expansion économique régionale. En 1976, il entre au cabinet à titre de Secrétaire d'État du Canada jusqu'à la défaite de 1979.
Après une brève retraite, il revient au parlement en 1980 et est aussitôt nommé ministre de l'Environnement, ministre d'État en Science et Technologie et ministre de l'Emploi et de l'Immigration. En tant que ministre de l'Environnement, il s'active à sensibiliser l'opinion publique à l'impact des pluies acides alors ignorer durant la présidence de Ronald Reagan. Cette sensibilisation s'opère entre autres par le documentaire Acid from Heaven de l'Office national du film du Canada qui était considéré comme de la propagande étrangère par la justice américaine. Cette campagne a permis de conclure bilatéral plus tard dans les années 1980.
Roberts tente de succéder à Trudeau lors de la course à la chefferie libérale (en) de 1984. Terminant la course en quatrième position derrière John Turner, Jean Chrétien et Donald Johnston, Turner le maintien dans son cabinet au poste de ministre de l'Emploi et de l'Immigration jusqu'à la défaite libérale de 1984. Il est à nouveau défait dans la circonscription d'Ontario (Pickering) en 1988.

## Dernières années
Résidant dans le quartier torontois de Yorkville après sa retraite du monde académique, il dirige la délégation canadienne lors de l'Exposition spécialisée de 1998 de Lisbonne au Portugal. Il meurt d'une crise cardiaque en 2007.
Le fonds d'archives de John Roberts est conservé à la Bibliothèque et Archives Canada.